# Aki
Aki ist ein in Finnland männlicher, in Japan und Grönland weiblicher Vorname.

## Herkunft und Bedeutung
Der weibliche, japanische Vorname Aki bedeutet 晶 „funkeln“, 明 „hell“ oder 秋 „Herbst“. Es ist auch möglich, den Vornamen von 亜 (a) „Moment“ kombiniert mit 希 (ki) „Hoffnung“ abzuleiten. In Skandinavien ist der Name die finnische Form des Namens Åke. In Grönland handelt es sich um einen Frauennamen, der die Kurzform von Akitseq oder Akisooq darstellt.

## Bekannte Namensträger
- Aki Aleong (1934–2025), US-amerikanischer Schauspieler, Sänger und Musikproduzent
- Aki Hakala (* 1979), Schlagzeuger der finnischen Band The Rasmus
- Aki Heiskanen (* 1978), finnischer Poolbillardspieler
- Aki Kaurismäki (* 1957), finnischer Regisseur
- Aki Parviainen (* 1974), finnischer Leichtathlet
- Aki Riihilahti (* 1976), finnischer Fußballspieler
- Hans-Joachim „Aki“ Watzke (* 1959), deutscher Fußballmanager und Unternehmer

## Bekannte Namensträgerinnen
- Aki Hano (* 1968), japanische Schauspielerin
- Aki-Matilda Høegh-Dam (* 1996), grönländische Politikerin
- Aki Kato (* 1966), japanische Choreographin
- Aki Takase (* 1948), japanische Jazzmusikerin

## Künstlername
- Katsu Aki (* 1961), japanischer Manga-Zeichner